# Bidens hillebrandiana
Espèce
Classification phylogénétique
Bidens hillebrandiana est une espèce de plante à fleurs de la famille des Asteraceae.